# Rotax 915
Le Rotax 915 est un moteur d'avions produit en Autriche par Rotax, filiale de Bombardier Produits récréatifs. Le moteur est présenté lors du meeting aérien d'Oshkosh le 21 juillet 2015. Il vole pour la première fois le 12 mars 2016. Il est certifié et produit depuis 2017.

## Caractéristiques
Le Rotax 915 est un moteur à plat de 4 cylindres à injection, turbocompressé et doté d'un intercooler. Le moteur est lubrifié par carter sec. Les cylindres sont refroidis par air et la culasse par eau. Il est équipé d'un double allumage électronique, d'un démarreur électrique et d'un réducteur de vitesse d'hélice (ratio de 2,54:1).
Le moteur, d'une cylindrée de 1352 cm3, développe 141 ch (104 kW) à 5800 tours par minute pendant 5 minutes maximum et 135 ch (99 kW) à 5500 tours par minute en continu. L'altitude de fonctionnement maximale est de 23000 pieds.
Le Rotax 915 est une évolution turbocompressée du Rotax 912 iS. Il est produit depuis 2017. Le MTBO est de 1200 heures mais devrait évoluer pour atteindre 2000 heures.
Le moteur est certifié AESA CS-E le 14 décembre 2017. Une version dotée d'un système électrique de 24 volts, permettant de délivrer 800 watts, est certifiée le 1 octobre 2021.

## Versions
Il existe plusieurs versions du Rotax 915:
- 915 iS# A, système électrique de 12 V, non certifié, approuvé suivant l'ASTM F2339[5], destiné à un usage dans la catégorie light sport aircraft
- 915 iSc# A, système électrique de 12 V, certifié.
- 915 iS# C24, système électrique de 24 V, non certifié
- 915 iSc# C24, système électrique de 24 V, certifié.

Avec # pouvant prendre les valeurs 2 ou 3 :
- 2 : hélice à pas fixe
- 3 : hélice à pas variable avec un régulateur hydraulique.

## Utilisations
Le Rotax 915 est utilisé sur de nombreux appareils dont :
- Aerospool WT9 Dynamic
- Aerotech Innovation Risen
- APM 41 Simba 915iS
- Blackshape Prime
- Blackwing BW 635 RG
- BRM Aero Bristell
- Dyn'Aéro MCR 4S
- Elixir Aircraft Elixir
- JMB VL-3 Evolution